# Milica Dabović
Milica Dabović (serb. Милица Дабовић; ur. 16 lutego 1982 w Cetynii) – serbska koszykarka, występująca na pozycji rozgrywającej, mistrzyni Europy, brązowa medalistka olimpijska, obecnie zawodniczka Herceg Novi.
Pochodzi ze sportowej rodziny. Jej ojciec Milan jest trenerem koszykarskim, a matka Nevenka grała w piłkę ręczną. W koszykówkę grają też jej młodszy brat Milan i siostra Ana. W przeszłości tę samą dyscyplinę uprawiała też jej starsza siostra Jelica. 20 grudnia 2017 urodził jej się syn Stefan.

## Osiągnięcia
Stan na 19 listopada 2022, na podstawie, o ile nie zaznaczono inaczej.

### Drużynowe
- Mistrzyni:
  - Ligi Adriatyckiej (2012, 2013)
  - Litwy (2007)
  - Serbii (2011–2013)
  - Serbii i Czarnogóry (2004, 2005)
- Wicemistrzyni:
  - Rosji (2006)
  - Serbii (2007)
  - Libanu (2017)[8]
- 3. miejsce w Ligi Adriatyckiej (2005)
- Zdobywczyni pucharu:
  - Serbii (2011, 2013)
  - Serbii i Czarnogóry (2004)
  - Libanu (2017)[8]
  - Albanii (2022)[9]
- Finalistka pucharu:
  - Rosji (2006)
  - Serbii i Czarnogóry (2005)
- Uczestniczka kwalifikacji do Ligi Światowej (2007)

### Indywidualne
- MVP:
  - Ligi Adriatyckiej (2013)
  - Pucharu Serbii (2013)
- Najlepsza młoda sportsmenka (2001)

### Reprezentacja
Seniorska
- Mistrzyni Europy (2015)[10]
- Brązowa medalistka olimpijska (2016)[11][12][13]
- Uczestniczka:
  - mistrzostw:
    - świata (2014 – 8. miejsce)[14]
    - Europy (2005 – 9. miejsce, 2007 – 11. miejsce,  2009 – 13. miejsce, 2013 – 4. miejsce, 2015)[15][16][17][18]

  - kwalifikacji do Eurobasketu (2003, 2005, 2013, 2017)

Młodzieżowe
- Uczestniczka:
  - uniwersjady (2007)
  - mistrzostw Europy U–18 (2000 – 9. miejsce)[19]
  - kwalifikacji do Eurobasketu U–18 (2000)